# Marion Bye
Marion Brillantes Bye (ur. 21 sierpnia 2001) – norweska zapaśniczka walcząca w stylu wolnym. 
Brązowa medalistka mistrzostw Europy w 2023. Trzecia na ME U-23 w 2022. Trzecia na ME kadetów w 2018 roku.
Mistrzyni Norwegii w 2023; druga w 2019 i 2020 roku.